# Gaming
Gaming je městys v okrese Scheibbs, ve spolkové zemi Dolní Rakousko v Rakousku. Žije zde přibližně 3 100 obyvatel.

## Poloha, popis
Městys leží v jižní části okresu na úpatí horského masivu Ötscher. Jeho rozloha 243,87 km², přičemž téměř 86 % je zalesněno. Je z celého okresu největší. Rozkládá se v hornatém terénu s nadmořskou výškou zhruba od 360 m na severovýchodním okraji u řeky Erlauf až po známou horu Ötscher s nadmořskou výškou 1893 m.
Městys se skládá z devíti katastrálních území. Sousedí s obcemi Reinsberg a Scheibbs na severu, St. Anton an der Jessnitz a Puchenstuben na severovýchodě, Göstling an der Ybbss, Lunz am See a Gresten-Land na západě. Na jihu pak sousedí s obcemi ve spolkové zemi Štýrsko.

## Politika
Obecní zastupitelstvo má 23 míst.

### Starostové
- 1960–1994 Hermann Lechner (SPÖ)
- do roku 2008 Kurt Pöchhacker (SPÖ)
- od roku 2009 Renate Gruber (SPÖ)

## Doprava
Územím městyse prochází od severovýchodu na jihozápad zemská silnice Erlauftal Strasse B25, z níž odbočuje k jihovýchodu zemská silnice Zelllerrein Strasse B71.

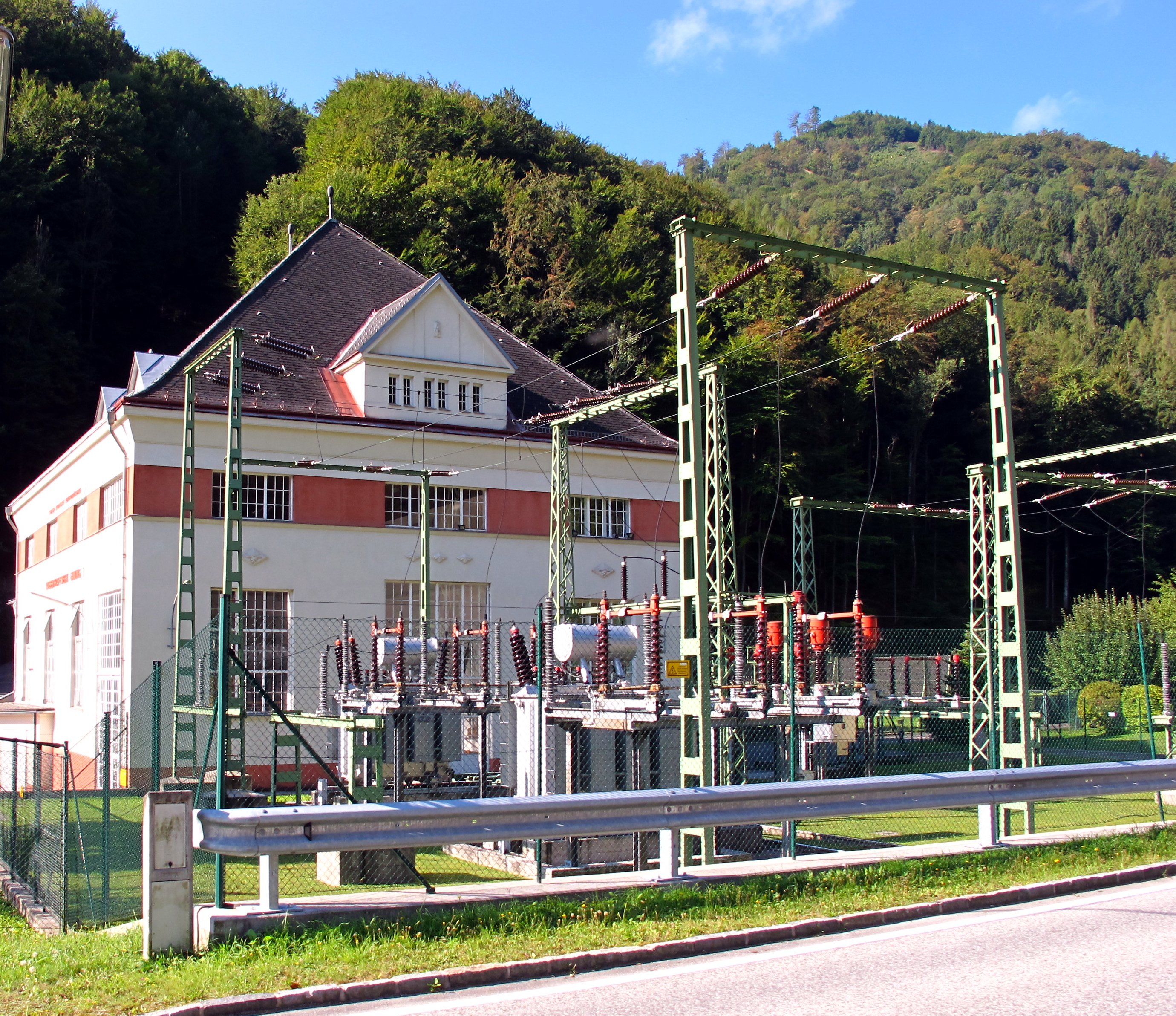
Vodárna v Gamingu

Kromě silniční dopravy je zde také provozována doprava železniční. Na nádraží v osadě Kienberg-Gaming končí trať s normálním rozchodem (1435 mm) nazývaná Erlauftalbahn ale zároveň tady začíná úzkorozchodná horská trať (760 mm) s názvem Ybbstalbahn.

## Zajímavosti
- Farní kostely v osadách Gaming a Lackenhof
- Kartuziánský klášter v Gamingu
- Vodárna s malou vodní elektrárnou v Gamingu
- Přírodní park Ötscher-Tormäuer